# Forcepsioneura sancta
Forcepsioneura sancta är en trollsländeart som först beskrevs av Hagen in Selys 1860.  Forcepsioneura sancta ingår i släktet Forcepsioneura och familjen Protoneuridae. Inga underarter finns listade i Catalogue of Life.